# Karl Helling
Karl Helling (* 10. August 1904 in Luckenwalde; † 15. August 1937 in Berlin) war in den 1920er und 1930er Jahren ein starker deutscher Schachspieler und Olympiateilnehmer.
Während seines Studiums war Helling Mitglied des Chemnitzer Schachklubs. Im Jahr 1926 erhielt er bei dem Turnier in Perleberg die Meisterwürde des Deutschen Schachbundes. In den Jahren 1928 und 1932 gewann er die Meisterschaft von Berlin, beim ersten Mal punktgleich mit Kurt Richter, den er im Stichkampf schlug, 1932 vor Ludwig Rellstab, Kurt Richter und Fritz Sämisch. Ebenfalls 1928 belegte er beim hochkarätig besetzten internationalen Turnier der Berliner Schachgesellschaft Platz 5. Ein Jahr später kam er bei der deutschen Meisterschaft in Duisburg auf einen geteilten vierten Platz.
1930 wurde er zum 18. Kongress des Sächsischen Schachbundes in Zwickau Meister von Mitteldeutschland vor Salo Flohr, Karl Gilg, Max Blümich, Jacques Mieses und Friedrich Palitzsch. Ein Jahr später im Meisterturnier zum 19. Kongress in Leipzig teilte er den ersten Platz mit Karl Gilg. Bei der Schacholympiade 1931 in Prag vertrat er Deutschland als Reservespieler und errang sieben Punkte aus 13 Partien.
Seine höchste historische Elo-Zahl erreichte er im Oktober 1933 mit 2589.
In seiner Spielweise war Helling, der mit Kurt Richter verglichen wurde, ein Vertreter des romantischen Angriffsstils, der mit ungewöhnlichen und riskanten Eröffnungen experimentierte.
In seinen letzten Jahren wirkte er nur noch sporadisch an schachlichen Veranstaltungen mit. Helling hatte ursprünglich in Berlin Ingenieurwissenschaft studiert. Später arbeitete er als Redakteur im Scherl-Verlag und leitete in Denken und Raten die Schach-, Bridge- und Skatrubriken.
Er starb bereits im Alter von 33 Jahren an einer kurzen schweren Krankheit.